# 20371 Ekladyous
20371 Ekladyous este un asteroid din centura principală de asteroizi.

## Descriere
20371 Ekladyous este un asteroid din centura principală de asteroizi. A fost descoperit pe 22 mai 1998 la Socorro, New Mexico, în cadrul proiectului LINEAR. Asteroidul prezintă o orbită caracterizată de o semiaxă mare de 2,76 ua, o excentricitate de 0,07 și o înclinație de 6,2° în raport cu ecliptica.